# Харцизький трубний завод
ВАТ «Харци́зький тру́бний заво́д» — промислове підприємство у Харцизьку, завод з виробництва електрозварних прямошовних труб великого діаметру, від 478 до 1420 мм для магістральних газо- та нафтопроводів. Потужності заводу дозволяють проводити більше 1,6 млн т труб в рік. ХТЗ входить до дивізіону сталі та прокату Групи Метінвест.

## Історія
Заснований у 1898 році як Харцизький котельно-механічнийзавод із капіталом бельгійського анонімного акціонерного товариства. 
У 1913 році на заводі було побудований трубний цех, де виготовляли сталеві труби діаметром 14-24 дюйми, зварені методом ковальсько-газового зварювання на станах «Дікке». Тоді ж завод перейеновано на Харцизький трубний завод.  
Станом на 2010 рік на заводі працює 3300 працівників. Чистий прибуток підприємства — 171,263 млн гривень
ВАТ «Харцизькій трубний завод» входить до Групи Метінвест, яка здійснює стратегічне управління гірничо-металургійним бізнесом Групи СКМ. Розпорядчою компанією Групи Метінвест є ТОВ «Метінвест Холдинг».
87,68 % акцій заводу контролюються компанією System Capital Management (SCM), 5 % акцій — ТОВ «Метінвест Холдинг».
Харцизькій трубний завод освоїть виробництво одношовних товстостінних труб великого діаметра із сталі особливої міцності. На заводі вже все готово до монтажу устаткування за участю фірми-постачальника Haeusler AG Duggingen (Швейцарія), повідомляє UGMK.
Пуск нової лінії намічений на кінець поточного року. Враховуючи досягнуті останніми роками на ХТЗ успіхи в реалізації програм по зниженню собівартості, завод зможе запропонувати замовникам нові труби за конкурентноздатною ринковою ціною. Вони на рівних конкуруватимуть з трубами німецьких, італійських і японських виробників.
15 березня 2017 року Група Метінвест оголосила про повну втрату контролю над Харцизьким трубним заводом, який опинилився на території під контролем терористичного формування ДНР. Завод був «націоналізований» терористичним формуванням ДНР, перебуває під контролем ЗАТ «Внешторгсервис» (Південна Осетія).

## Відомі працівники
- Дерментлі Федір Семенович (1937—2013) — український промисловець, економіст, кандидат економічних наук, повний кавалер ордена «За заслуги», кавалер ордена князя Ярослава Мудрого V ступеня, почесний громадянин міста Харцизька, керівник заводу з 1986 по 2013 рік.